# Heather Harper
Heather Mary Harper (ur. 8 maja 1930 w Belfaście, zm. 22 kwietnia 2019 w Londynie) – brytyjska śpiewaczka, sopran.

## Życiorys
Studiowała w Trinity College of Music w Londynie, pobierała też lekcje u Helene Isepp i Frederica Huslera. Początkowo występowała w chórze Ambrosian Singers i chórze rozgłośni BBC. Na scenie operowej zadebiutowała w 1954 roku z zespołem Oxford University Opera Club w roli Lady Makbet w Makbecie Giuseppe Verdiego. Od 1956 do 1975 roku związana była z English Opera Group. W 1960 roku wzięła udział w angielskiej premierze Erwartung Arnolda Schönberga. W 1962 roku debiutowała na deskach Covent Garden Theatre w Londynie jako Helena w A Midsummer Night’s Dream Benjamina Brittena. W 1967 roku wystąpiła na festiwalu w Bayreuth jako Elza w Lohengrinie. W latach 1969–1972 występowała w Teatro Colón w Buenos Aires. W 1990 roku zakończyła karierę sceniczną, jednak jeszcze w 1994 roku wystąpiła z City of Birmingham Symphony Orchestra pod baturą Simona Rattle’a na festiwalu The Proms. Od 1985 roku uczyła śpiewu w Royal College of Music w Londynie.
Odznaczona Orderem Imperium Brytyjskiego w stopniu komandora (1965).
Wykonywała m.in. role Arabelli w Arabelli Richarda Straussa, Małgorzaty w Fauście Charles’a Gounoda, Antonii w Opowieściach Hoffmanna Jacques’a Offenbacha, Hekuby w Królu Priamie Michaela Tippetta, Anny Trulove w The Rake’s Progress Igora Strawinskiego. Zajmowała się także wykonawstwem muzyki barokowej, dokonała licznych nagrań z dziełami Monteverdiego, Händla i J.S. Bacha. Uczestniczyła w prapremierowych wykonaniach War Requiem Benjamina Brittena (1962) oraz III Symfonii Michaela Tippetta (1972).